# Mehmet Topal
Mehmet Topal (Malatya, 3 de marzo de 1986) es un exfutbolista y entrenador turco que jugaba de centrocampista. Desde mayo de 2025 está sin equipo tras dirigir al F. C. Petrolul Ploiești.

## Biografía
Es apodado como la "araña turca" debido a su calidad como recuperador de balones. También tiene gran calma bajo presión, y se le conoce por su gran capacidad de tiro, sacada según él, de su ídolo, Patrick Vieira.[cita requerida]

No es muy rápido, pero lo contrarresta con su excelente posicionamiento táctico, y su corpulencia física, a la hora de sacar el balón jugado, roza el notable. 

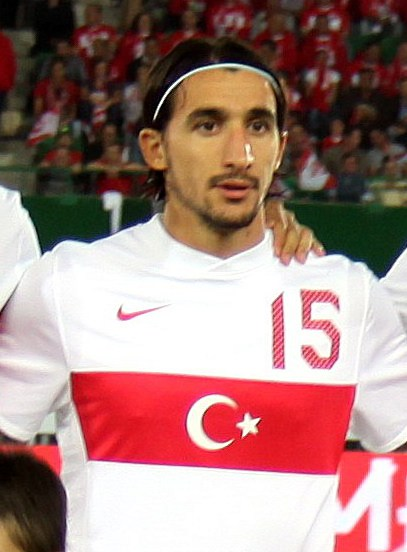
Mehmet Topal

Firmó por el Galatasaray S. K. en septiembre de 2006 cuando jugaba para el Çanakkale Dardanelspor. 
El 12 de mayo de 2010 se anunció su fichaje por el Valencia C. F. por una cantidad cercana a los 4,5 mill. de €, según los distintos medios de comunicación, y un contrato de 4 años.
El 1 de julio de 2012 se hizo oficial su fichaje por el Fenerbahçe S. K. por 4,5 millones de €, con un contrato de 4 años.

## Clubes

### Como jugador
| Club                      | País    | Año       |
| ------------------------- | ------- | --------- |
| Çanakkale Dardanelspor    | Turquía | 2004-2006 |
| Galatasaray S. K.         | Turquía | 2006-2010 |
| Valencia C. F.            | España  | 2010-2012 |
| Fenerbahçe S. K.          | Turquía | 2012-2019 |
| Estambul Başakşehir F. K. | Turquía | 2019-2021 |
| Beşiktaş J. K.            | Turquía | 2021-2022 |

### Como entrenador
| Club                    | País    | Año  |
| ----------------------- | ------- | ---- |
| F. C. Petrolul Ploiești | Rumania | 2024 |
| F. C. Petrolul Ploiești | Rumania | 2025 |

## Palmarés

### Títulos nacionales
| Título               | Club                      | País    | Año     |
| -------------------- | ------------------------- | ------- | ------- |
| Superliga de Turquía | Galatasaray S. K.         | Turquía | 2007-08 |
| Supercopa de Turquía | Galatasaray S. K.         | Turquía | 2008    |
| Copa de Turquía      | Fenerbahçe S. K.          | Turquía | 2012-13 |
| Superliga de Turquía | Fenerbahçe S. K.          | Turquía | 2013-14 |
| Supercopa de Turquía | Fenerbahçe S. K.          | Turquía | 2014    |
| Superliga de Turquía | Estambul Başakşehir F. K. | Turquía | 2019-20 |
| Supercopa de Turquía | Beşiktaş J. K.            | Turquía | 2021    |